# Film d'auto-défense
Pour les articles homonymes, voir autodéfense.
Le film d'auto-défense ou vigilante movie est un genre de film dans lequel le protagoniste pratique l'auto-justice. Les films d'autodéfense sont généralement des films de vengeance dans lesquels le système judiciaire fait défaut aux protagonistes, ce qui les amène à devenir des justiciers.
Dans le cinéma américain, les films d'auto-défense ont pris de l'importance dans les années 1970 avec des films fondateurs comme Un justicier dans la ville et L'Inspecteur Harry, qui ont tous deux donné lieu à de multiples suites. Un justicier dans la ville (1974) est généralement considéré comme le point de départ officiel du genre, ce qui a donné lieu à de nombreuses copies voire à des plagiats plus ou moins heureux comme Vigilante, ou Le Droit de tuer (1980).
Le Los Angeles Times a rapporté que « la vengeance de justiciers était le thème cinématographique de la décennie, s'épanouissant dans les milieux les plus respectables du nouveau cinéma américain alors même qu'elle alimentait de nombreux films d'exploitation », en prenant comme référence Taxi Driver comme un exemple respectable du genre. Ce journal signale en 2009 que ces films font un retour en force après « les années 1990 relativement prospères et paisibles », avec des exemples comme Tolérance Zéro (2004), Death Sentence (2007) et Que justice soit faite (2009). 
En dehors des États-Unis, le film d'auto-défense est un des éléments moteurs du genre poliziottesco italien, avec des films comme la trilogie du Milieu de Fernando Di Leo, La Poursuite implacable ainsi que de nombreux films avec Tomás Milián ou Maurizio Merli.

## Filmographie

### Australie
- 1979 : Mad Max[2] de George Miller.

### États-Unis
- 1971 : L'Inspecteur Harry par Don Siegel
- 1974 : Un justicier dans la ville (Death Wish) par Michael Winner
- 1983 : Le Retour de l'inspecteur Harry[2] de Clint Eastwood
- 2008 : Gran Torino de Clint Eastwood

### France
- 1975 : Le Vieux Fusil de Robert Enrico
- 1975 : L'Agression de Gérard Pirès
- 1982 : Légitime Violence de Serge Leroy
- 2002 : Irréversible de Gaspar Noé[2]

### Italie
- 1974 : Un citoyen se rebelle (Il cittadino si ribella) d'Enzo G. Castellari[1]
- 1976 : Keoma d'Enzo G. Castellari
- 1976 : Big Racket (Il grande racket) d'Enzo G. Castellari[1]

### Royaume-Uni
- 2009 : Harry Brown[6] de Daniel Barber

### Russie
- 1997 : Le Frère (Брат) d'Alekseï Balabanov